# Йероним Солунски
Йероним (на гръцки: Ἱερώνυμος, Йеронимос) е гръцки духовник, митрополит на Вселенската патриаршия.

## Биография
Роден е на Лесбос. Служи като велик архидякон при Вселенската патриаршия.
През февруари 1826 година е избран за нишавски митрополит в Пирот. В 1836 година населението се разбунтува срещу него и той е преместен.
От май 1836 година до април 1839 година, когато подава оставка, е лемноски митрополит.
В май 1841 година е избран за солунски митрополит, на който пост остава до смъртта си през февруари 1853 година. Йероним развива широка обществена дейност в Солун, опитвайки се да преструктурира образователната система.